# Sankt Peter am Ottersbach
Sankt Peter am Ottersbach ist eine österreichische Marktgemeinde im Bezirk Südoststeiermark in der Steiermark nahe der Grenze zu Slowenien und hat 2884 Einwohner (Stand 1. Jänner 2025).
Im Rahmen der Gemeindestrukturreform in der Steiermark wurden am 1. Jänner 2015 die Gemeinden Bierbaum am Auersbach und Dietersdorf am Gnasbach eingemeindet.

## Geografie
Sankt Peter am Ottersbach liegt 10 km nördlich der Grenze zu Slowenien und 20 km östlich der Pyhrn Autobahn A 9 in der Südoststeiermark am namensgebenden Ottersbach.
Die Landschaft wird geprägt von sanften Hügeln und Tälern, steilen Weingärten, Obstanlagen, Wäldern und Feldern. Eine sehr kleinstrukturierte Landwirtschaft bildet auch heute noch die Existenzgrundlage eines Teils der Bevölkerung. Bekannt ist Sankt Peter am Ottersbach für seine Weine.

### Gemeindegliederung
Das Gemeindegebiet gliedert sich in neun Ortschaften (in Klammern Einwohnerzahl, Stand 1. Jänner 2025):
- Bierbaum am Auersbach (455)
- Dietersdorf am Gnasbach (352)
- Edla (203)
- Entschendorf am Ottersbach (210)
- Oberrosenberg (86)
- Perbersdorf bei Sankt Peter (305)
- Sankt Peter am Ottersbach (724)
- Wiersdorf (151)
- Wittmannsdorf (398)

Die Gemeinde besteht aus acht Katastralgemeinden (Fläche Stand 31. Dezember 2023):
- Bierbaum (516,57 ha)
- Dietersdorf (657,97 ha)
- Edla (257,66 ha)
- Entschendorf (340,81 ha)
- Perbersdorf bei St. Peter (532,8 ha)
- St. Peter am Ottersbach (944,05 ha)
- Wiersdorf (276,6 ha)
- Wittmannsdorf (1.308,6 ha)

Die Gemeinde gehört zum Gerichtsbezirk Feldbach.

### Nachbargemeinden
Eine der sieben Nachbargemeinden liegt im Bezirk Leibnitz (LB).
| Jagerberg                            |                                             | Gnas           |
| Mettersdorf am Saßbach               | Kompassrose, die auf Nachbargemeinden zeigt | Straden        |
| Sankt Veit in der Südsteiermark (LB) | Mureck                                      | Deutsch Goritz |

## Geschichte
Sankt Peter am Ottersbach ist eine fast 800 Jahre alte Ansiedlung. Wegen der wirtschaftlichen und kulturellen Bedeutung wurde die Gemeinde am 1. August 1974 zur Marktgemeinde erhoben.
Der Grundstein zum Weindorf wurde mit der Neugestaltung des Ortsplatzes, des Rosariums am Rosenberg, der Neueröffnung der Berglermühle sowie eines Traktor- und Bauernmuseums und dem Bau der Weinwarte gelegt.

### Bevölkerungsentwicklung
| Sankt Peter am Ottersbach: Einwohnerzahlen von 1869 bis 2024 | Sankt Peter am Ottersbach: Einwohnerzahlen von 1869 bis 2024 | Sankt Peter am Ottersbach: Einwohnerzahlen von 1869 bis 2024 | Sankt Peter am Ottersbach: Einwohnerzahlen von 1869 bis 2024 | Sankt Peter am Ottersbach: Einwohnerzahlen von 1869 bis 2024 |
| ------------------------------------------------------------ | ------------------------------------------------------------ | ------------------------------------------------------------ | ------------------------------------------------------------ | ------------------------------------------------------------ |
| Jahr                                                         |                                                              |                                                              |                                                              | Einwohner                                                    |
| 1869                                                         | 1869                                                         |                                                              | 4.008                                                        | 4.008                                                        |
| 1880                                                         | 1880                                                         |                                                              | 3.978                                                        | 3.978                                                        |
| 1890                                                         | 1890                                                         |                                                              | 3.883                                                        | 3.883                                                        |
| 1900                                                         | 1900                                                         |                                                              | 3.707                                                        | 3.707                                                        |
| 1910                                                         | 1910                                                         |                                                              | 3.810                                                        | 3.810                                                        |
| 1923                                                         | 1923                                                         |                                                              | 3.692                                                        | 3.692                                                        |
| 1934                                                         | 1934                                                         |                                                              | 3.694                                                        | 3.694                                                        |
| 1939                                                         | 1939                                                         |                                                              | 3.564                                                        | 3.564                                                        |
| 1951                                                         | 1951                                                         |                                                              | 3.592                                                        | 3.592                                                        |
| 1961                                                         | 1961                                                         |                                                              | 3.422                                                        | 3.422                                                        |
| 1971                                                         | 1971                                                         |                                                              | 3.806                                                        | 3.806                                                        |
| 1981                                                         | 1981                                                         |                                                              | 3.662                                                        | 3.662                                                        |
| 1991                                                         | 1991                                                         |                                                              | 3.411                                                        | 3.411                                                        |
| 2001                                                         | 2001                                                         |                                                              | 3.248                                                        | 3.248                                                        |
| 2011                                                         | 2011                                                         |                                                              | 3.107                                                        | 3.107                                                        |
| 2021                                                         | 2021                                                         |                                                              | 2.911                                                        | 2.911                                                        |
| 2024                                                         | 2024                                                         |                                                              | 2.897                                                        | 2.897                                                        |
| Quelle(n): Statistik Austria, Gebietsstand 1.1.2021          |                                                              |                                                              |                                                              |                                                              |

## Kultur und Sehenswürdigkeiten

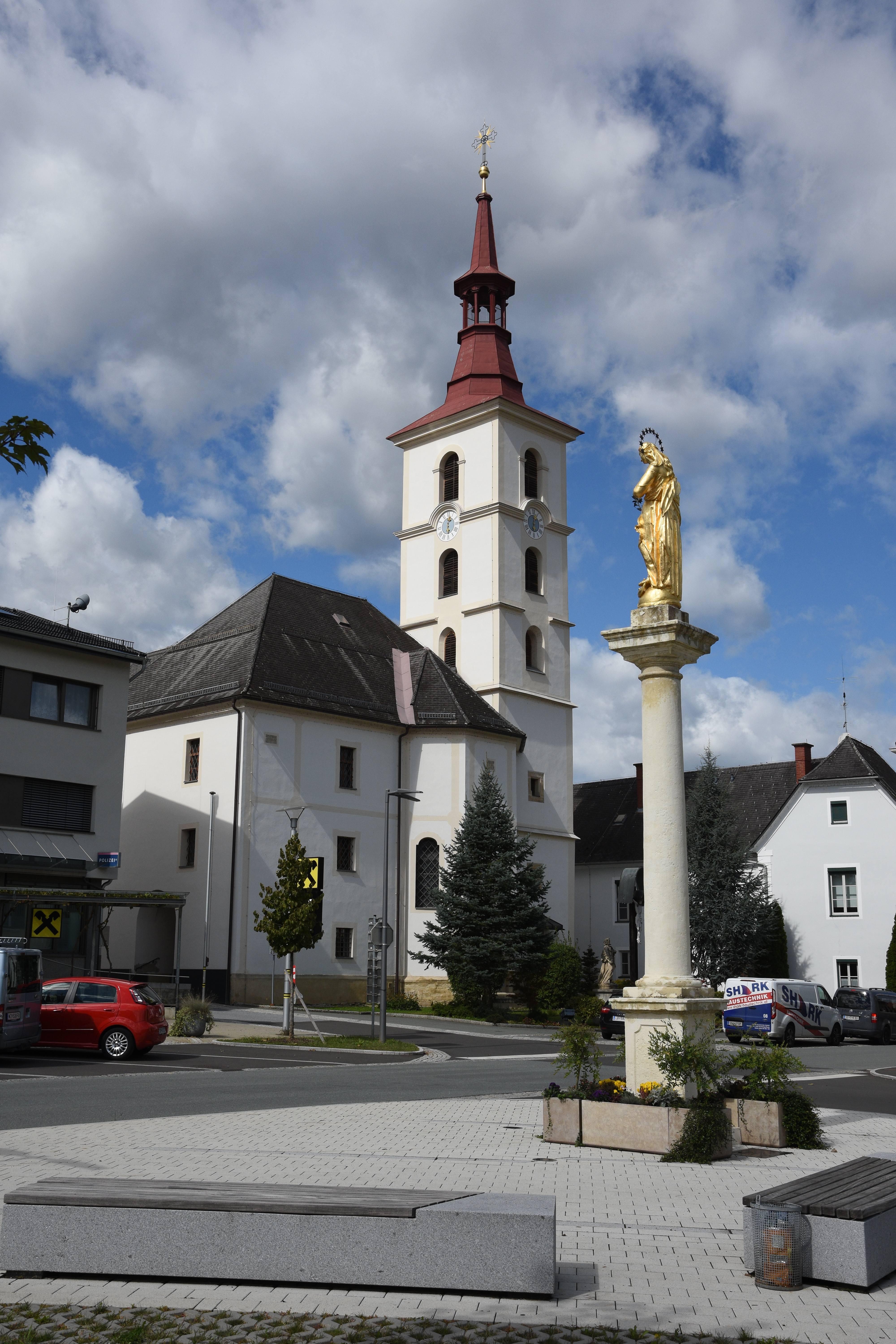
Pfarrkirche Sankt Peter am Ottersbach

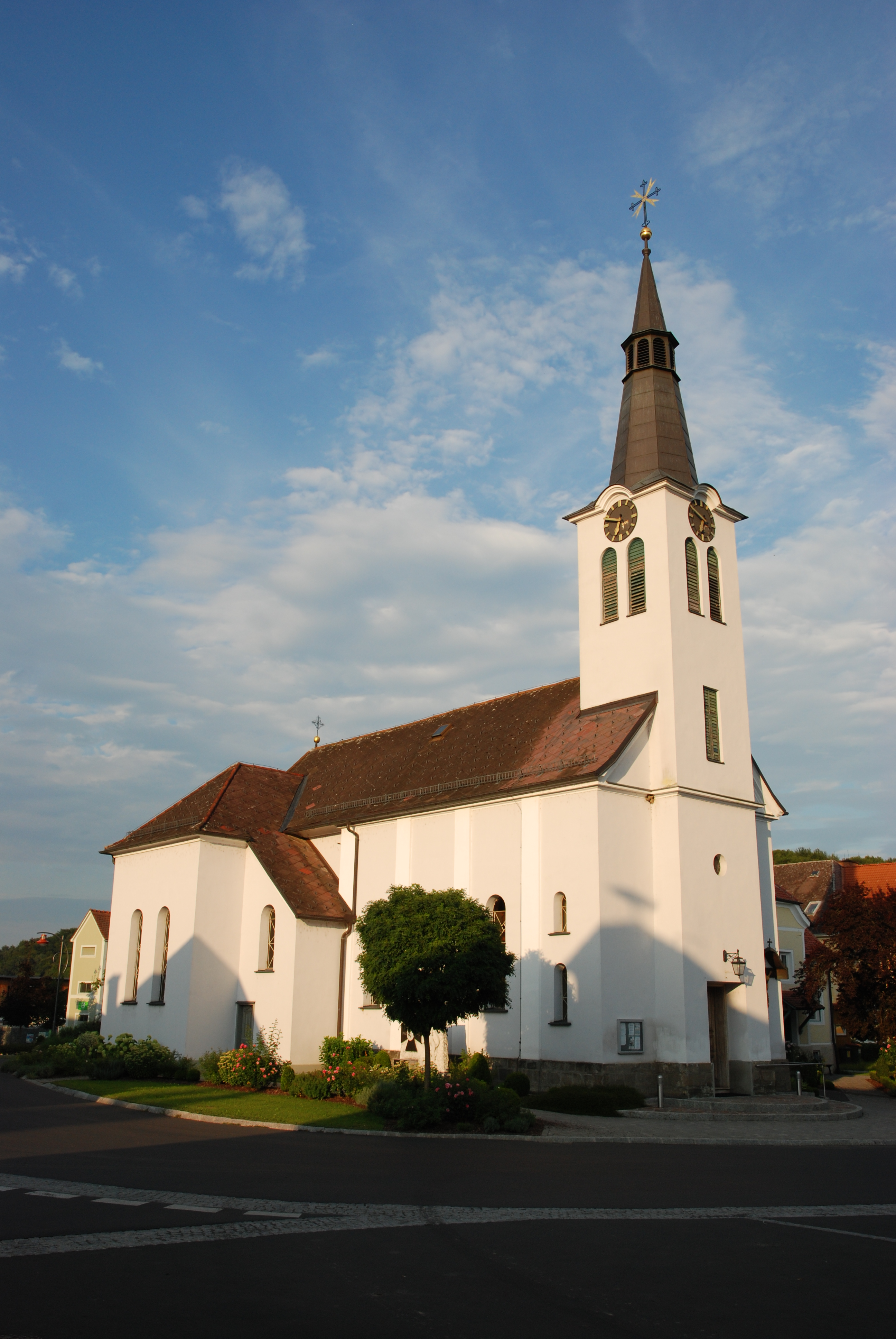
Pfarrkirche Bierbaum am Auersbach

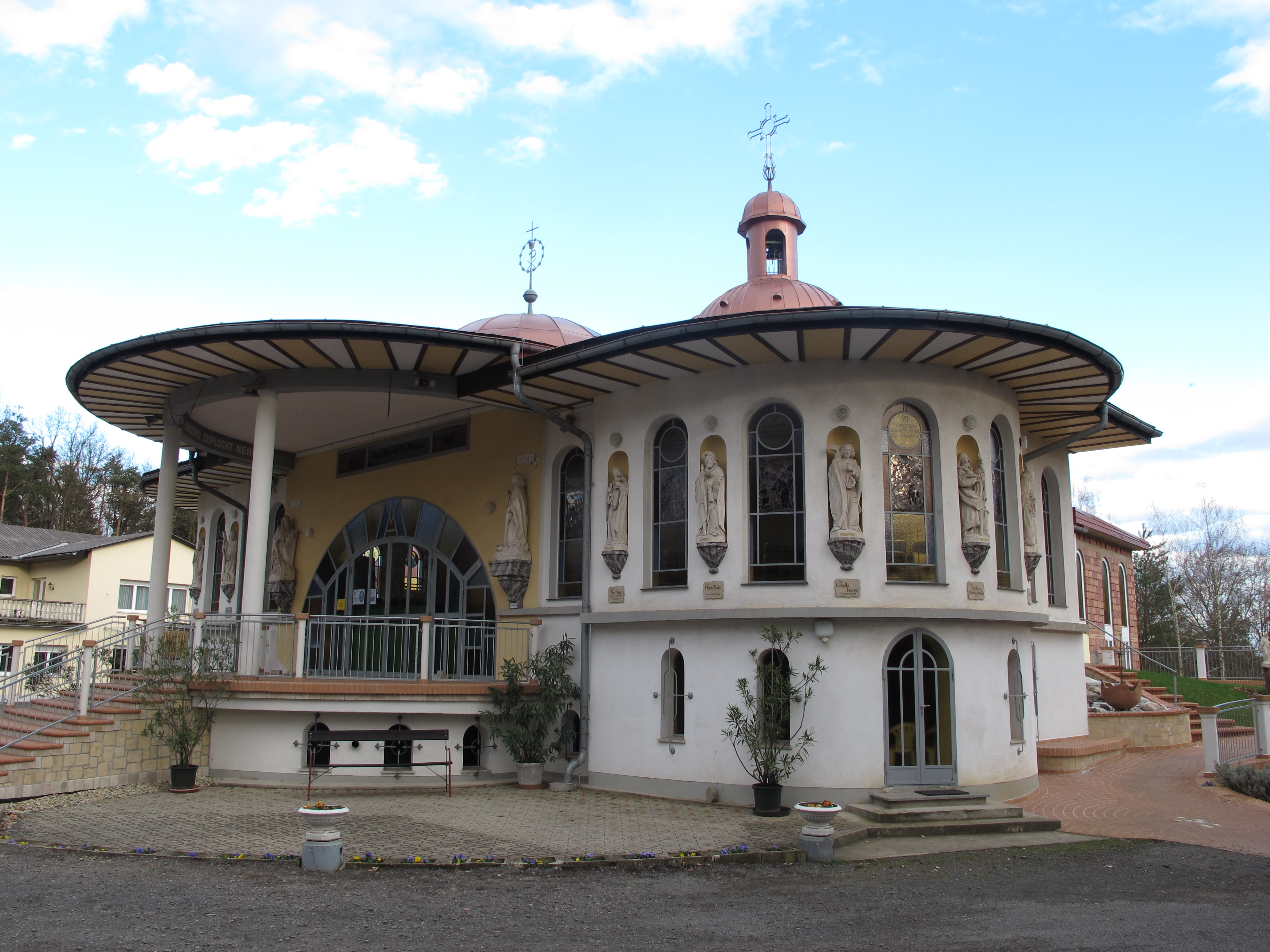
Fatima-Kapelle in Bierbaum

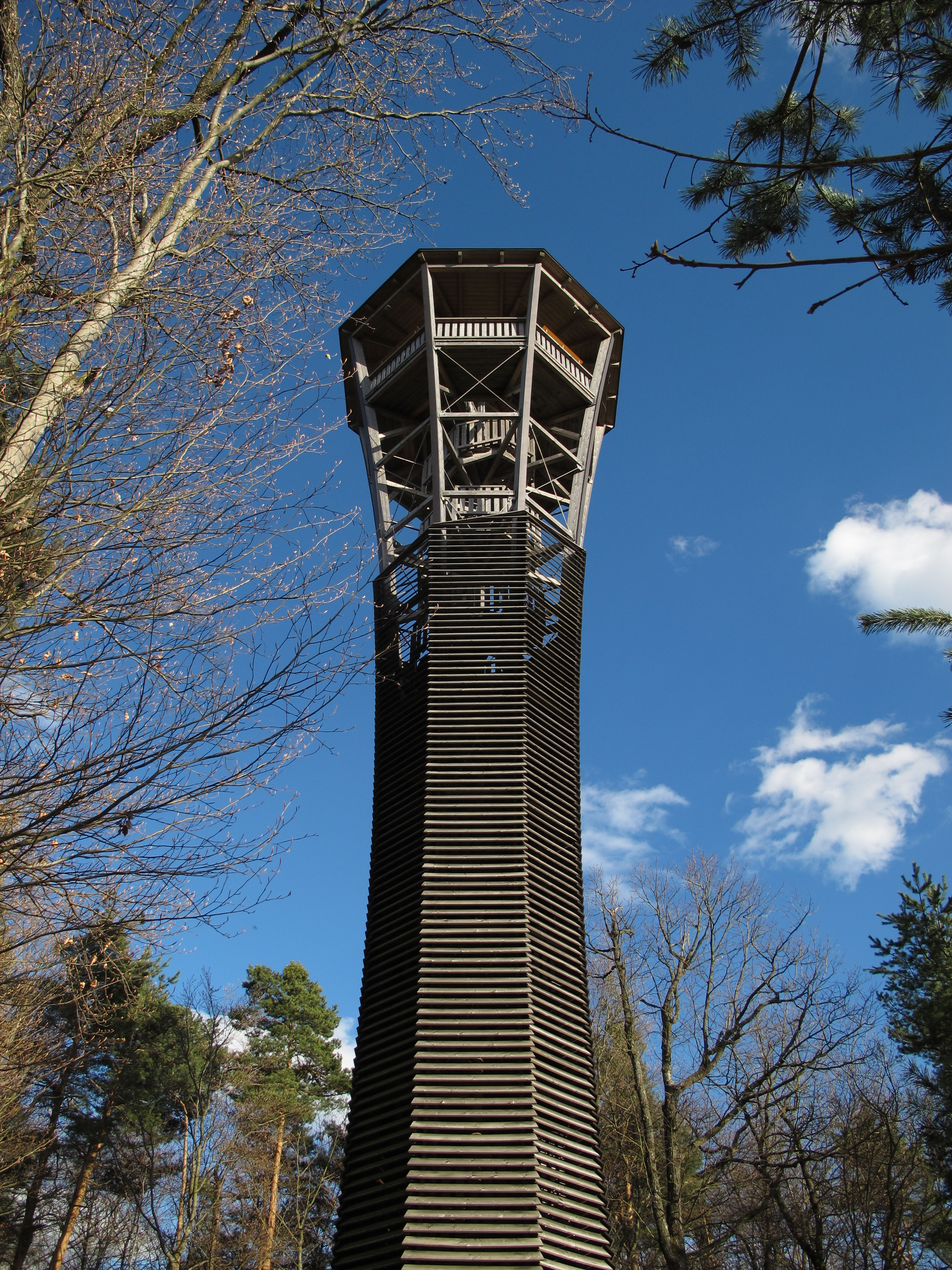
Aussichtsturm Weinwarte

### Bauwerke
- Katholische Pfarrkirche Sankt Peter am Ottersbach hl. Peter
- Kalvarienbergkirche in Sankt Peter am Ottersbach
- Katholische Pfarrkirche Bierbaum am Auersbach hl. Dreifaltigkeit
- Fatimakapelle in Bierbaum am Auerbach
- Filialkirche Dietersdorf hl. Dreifaltigkeit
- Ortskapelle Edla Maria Hilf
- Kapelle Entschendorf Maria Trost im Elend
- Weinwarte Sankt Peter am Ottersbach: Die 28 m hohe Holzkonstruktion in Form eines Sektkelches wurde Anfang des Jahres 2004 fertiggestellt. Als Standort wurde der Perbersdorfberg an der Südoststeirischen Hügellandweinstraße gewählt. Aus 25 Metern Höhe hat man ein Rundum-Panorama, u. a. mit Blickrichtung Bacherngebirge (Slowenien), Karawanken, Schöckl, Gleinalm, Riegersburg und bis in die Ungarische Tiefebene.[5]
- Ottersbachhalle: Die multifunktionale Veranstaltungshalle namens Ottersbachhalle (2006), mit 36 × 20 m Veranstaltungsfläche und Kapazität für bis zu 1300 Personen. Die anfallenden Baukosten von rund 4,5 Mio. Euro wurden zur Hälfte vom Land Steiermark übernommen. Aufgrund ihrer Vielseitigkeit bedingt durch Abteilbarkeit des Innenraums für kleinere Veranstaltungen sowie einer modernen Beschallungsanlage stellt sie einen optimalen Veranstaltungsort für größere kulturelle Veranstaltungen der Region, wie Konzerte, Lesungen, Bälle und Ausstellungen aber auch für Sportveranstaltungen dar.

### Regelmäßige Veranstaltungen
- „Khünegger Landleb’n“
- Waldfest Oberrosenberg
- Rosengartenfest Unterrosenberg

## Wirtschaft und Infrastruktur

### Bildung
- Kindergarten
- Volksschule
- Mittelschule

### Freiwillige Feuerwehren

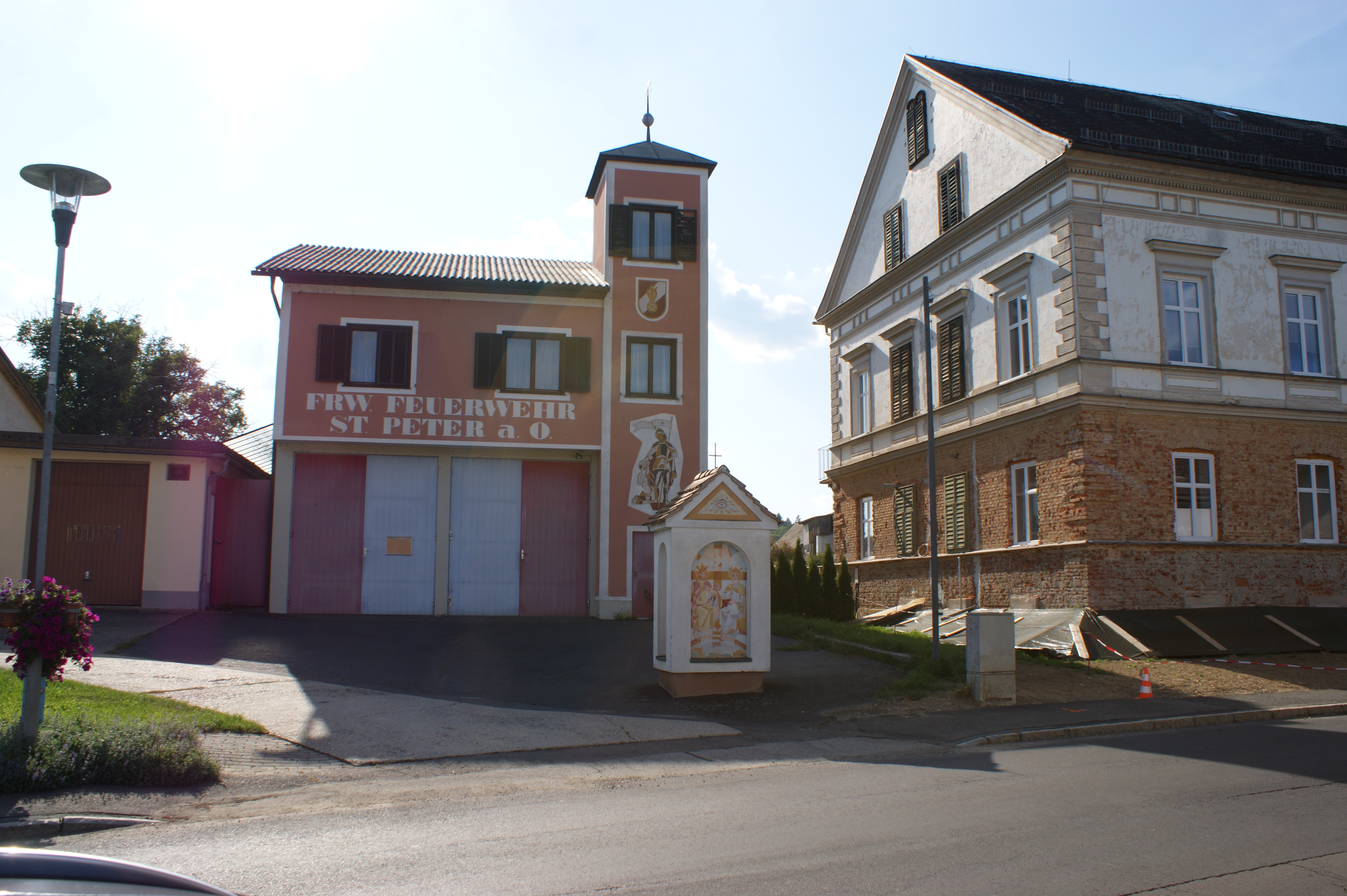
Feuerwehrhaus St. Peter am Ottersbach

Die Gemeinde St. Peter am Ottersbach hat 10 Feuerwehren zu betreuen und auszustatten:
1. FF St. Peter am Ottersbach
2. FF Bierbaum am Auersbach
3. FF Glauning
4. FF Khünegg
5. FF Perbersdorf b. St. Peter
6. FF Oberrosenberg
7. FF Wiersdorf
8. FF Entschendorf am Ottersbach
9. FF Wittmannsdorf
10. FF Dietersdorf am Gnasbach

### Arbeitsstätten
In der Gemeinde Sankt Peter am Ottersbach boten 2011 im Produktionssektor 33 Betriebe 129 Menschen Arbeit. Etwa zwei Drittel davon waren mit der Herstellung von Waren beschäftigt, fast ein Drittel arbeitete im Baugewerbe. Stark ausgeprägt war der Dienstleistungssektor, der 1.312 Personen beschäftigte. Fast eintausend Selbständige in technisch-wirtschaftlichen Berufen stellten hier den Hauptanteil (Stand 2011).

### Gesundheit und Pflege
In der Marktgemeinde ordinieren zwei praktische Ärzte und einen Zahnarzt. Von der Caritas der Diözese Graz-Seckau wird ein Pflegewohnhaus betrieben.

## Politik

### Gemeinderat
Als Folge der Gemeindefusionierung besteht der Gemeinderat seit 2015 aus 21 statt wie vorher aus 15 Mitgliedern. Dieser setzt sich aufgrund des Ergebnisses der Gemeinderatswahl 2025 aus Mandataren folgender Parteien zusammen:
- 8 ÖVP
- 5 FPÖ & Unabhängige
- 2 SPÖ

Die letzten Gemeinderatswahlen brachten folgende Ergebnisse:
| Partei                      | 2025                     | 2025                     | 2025                     | 2020                     | 2020                     | 2020                     | 2015                     | 2015                     | 2015                     | 2010             | 2010             | 2010             | 2010             | 2010             | 2010             | 2010             | 2010             | 2010             |
| Partei                      | Großgemeinde Sankt Peter | Großgemeinde Sankt Peter | Großgemeinde Sankt Peter | Großgemeinde Sankt Peter | Großgemeinde Sankt Peter | Großgemeinde Sankt Peter | Großgemeinde Sankt Peter | Großgemeinde Sankt Peter | Großgemeinde Sankt Peter | Sankt Peter      | Sankt Peter      | Sankt Peter      | Bierbaum         | Bierbaum         | Bierbaum         | Dietersdorf      | Dietersdorf      | Dietersdorf      |
| Partei                      | %                        | Stim- men                | Man- date                | %                        | Stimmen                  | Mandate                  | St.                      | %                        | M.                       | St.              | %                | M.               | St.              | %                | M.               | St.              | %                | M.               |
| --------------------------- | ------------------------ | ------------------------ | ------------------------ | ------------------------ | ------------------------ | ------------------------ | ------------------------ | ------------------------ | ------------------------ | ---------------- | ---------------- | ---------------- | ---------------- | ---------------- | ---------------- | ---------------- | ---------------- | ---------------- |
| ÖVP                         | 54,36                    | 1122                     | 8                        | 49                       | 951                      | 8                        | 1207                     | 56                       | 12                       | 386              | 23               | 4                | 310              | 100              | 9                | 147              | 51               | 5                |
| SPÖ                         | 15,12                    | 312                      | 2                        | 16                       | 314                      | 2                        | 436                      | 20                       | 4                        | 453              | 27               | 4                | nicht kandidiert | nicht kandidiert | nicht kandidiert | nicht kandidiert | nicht kandidiert | nicht kandidiert |
| Bürgerliste St. Peter       | in FPÖ integriert        | in FPÖ integriert        | in FPÖ integriert        | 32                       | 617                      | 5                        | nicht kandidiert         | nicht kandidiert         | nicht kandidiert         | nicht kandidiert | nicht kandidiert | nicht kandidiert | nicht kandidiert | nicht kandidiert | nicht kandidiert | nicht kandidiert | nicht kandidiert | nicht kandidiert |
| FPÖ                         | 30,52                    | 630                      | 5                        | 3                        | 57                       | 0                        | 505                      | 24                       | 5                        | 23               | 1                | 0                | nicht kandidiert | nicht kandidiert | nicht kandidiert | nicht kandidiert | nicht kandidiert | nicht kandidiert |
| st. peter aktiv             | nicht kandidiert         | nicht kandidiert         | nicht kandidiert         | nicht kandidiert         | nicht kandidiert         | nicht kandidiert         | nicht kandidiert         | nicht kandidiert         | nicht kandidiert         | 602              | 36               | 6                |                  |                  |                  |                  |                  |                  |
| Gemeinsam Zukunft gestalten | nicht kandidiert         | nicht kandidiert         | nicht kandidiert         | nicht kandidiert         | nicht kandidiert         | nicht kandidiert         | nicht kandidiert         | nicht kandidiert         | nicht kandidiert         | 184              | 11               | 6                |                  |                  |                  |                  |                  |                  |
| Bürgerliste – Wagnes        | nicht kandidiert         | nicht kandidiert         | nicht kandidiert         | nicht kandidiert         | nicht kandidiert         | nicht kandidiert         | nicht kandidiert         | nicht kandidiert         | nicht kandidiert         | 31               | 2                | 0                |                  |                  |                  |                  |                  |                  |
| Dietersdorfer Heimatliste   | nicht kandidiert         | nicht kandidiert         | nicht kandidiert         | nicht kandidiert         | nicht kandidiert         | nicht kandidiert         | nicht kandidiert         | nicht kandidiert         | nicht kandidiert         |                  |                  |                  |                  |                  |                  | 139              | 49               | 4                |
| Wahlberechtigte             | 2492                     | 2492                     | 2492                     | 2.541                    | 2.541                    | 2.541                    | 2.618                    | 2.618                    | 2.618                    | 1.937            | 1.937            | 1.937            | 406              | 406              | 406              | 395              | 395              | 395              |
| Wahlbeteiligung             | 83,27 %                  | 83,27 %                  | 83,27 %                  | 78 %                     | 78 %                     | 78 %                     | 83 %                     | 83 %                     | 83 %                     | 88 %             | 88 %             | 88 %             | 83 %             | 83 %             | 83 %             | 91 %             | 91 %             | 91 %             |

### Bürgermeister
- bis 2010 Franz Thuswohl (ÖVP)
- seit 2010 Reinhold Ebner (ÖVP)

### Wappen

Wappen der Vorgängergemeinden
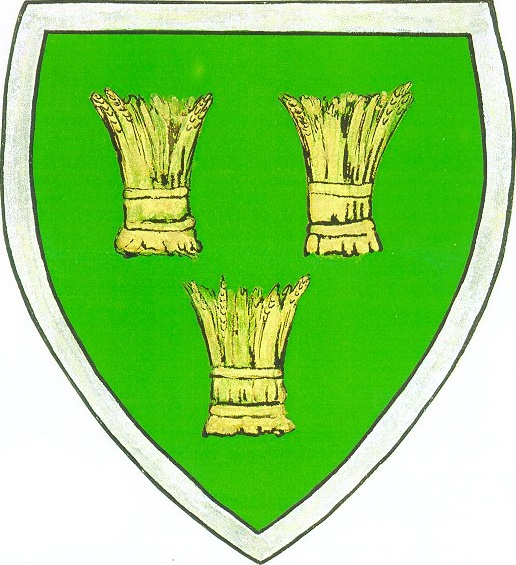
Dietersdorf am Gnasbach
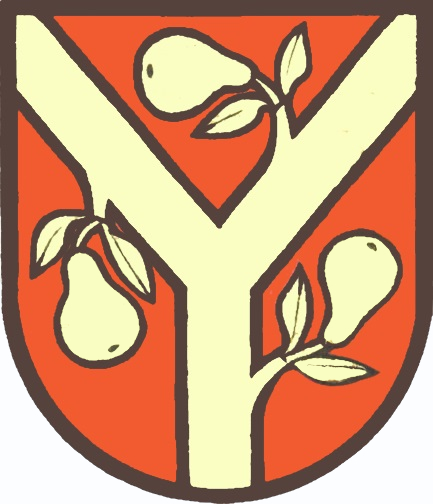
Bierbaum am Auersbach

Sankt Peter am Ottersbach wurde per 1. August 1974 von der Steiermärkischen Landesregierung ein Gemeindewappen verliehen.
Den Entwurf des Wappens hat Josef Wiedner vorgenommen. Das redende Wappen weist durch die goldenen Schlüssel auf den
Pfarrheiligen und Ortsnamengeber (Hl. Petrus) hin und zeigt durch den Wellenbalken den Ottersbach an. Zugleich mit der Wappenverleihung erhielt die Gemeinde Sankt Peter am Ottersbach das Recht zur Führung der Bezeichnung „Marktgemeinde“.
Wegen der Gemeindefusionierung verloren die Wappen der fusionierten Gemeinden mit 1. Jänner 2015 ihre offizielle Gültigkeit. Die Wiederverleihung des alten Wappens für Sankt Peter erfolgte mit Wirkung vom 1. Dezember 2015.

Die unveränderte Blasonierung des Wappens lautet:
„Im grünen Schild ein gekreuztes goldenes Schlüsselpaar über einem erniedrigten schmalen silbernen Wellenbalken.“

## Persönlichkeiten

### Ehrenbürger
- 1976: Franz Wegart (1918–2009), Landeshauptmann-Stellvertreter

### Söhne und Töchter der Gemeinde
- Franz Wolkinger (1936–2017), Biologe, Naturschützer
- Fred Strohmeier (1941–1999), Journalist, Autor
- Franz Zebinger (* 1946), Komponist, Organist und Musikpädagoge
- Walter Saria (1955–2021), österreichischer Fußballspieler

### Mit der Gemeinde verbundene Persönlichkeiten
- Peter Luttenberger (* 1972), Radrennfahrer